# Dacora

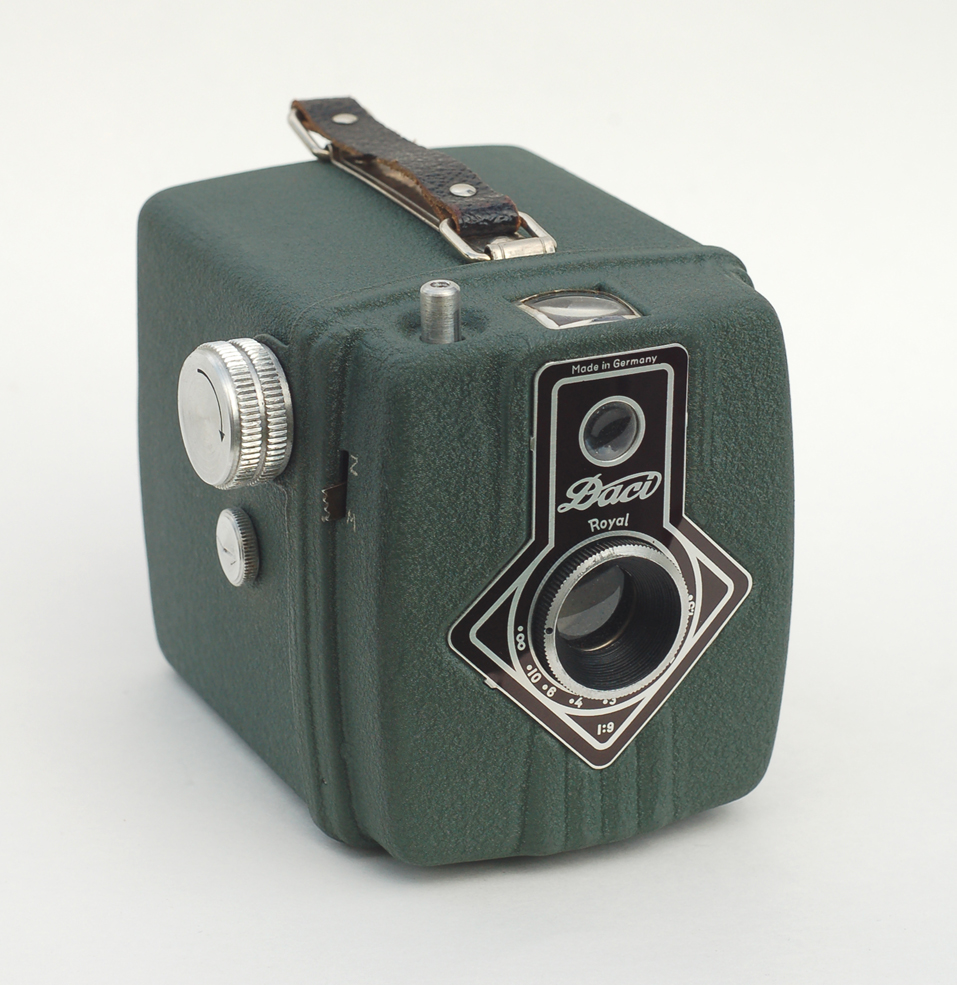
Dacori Daci Royal

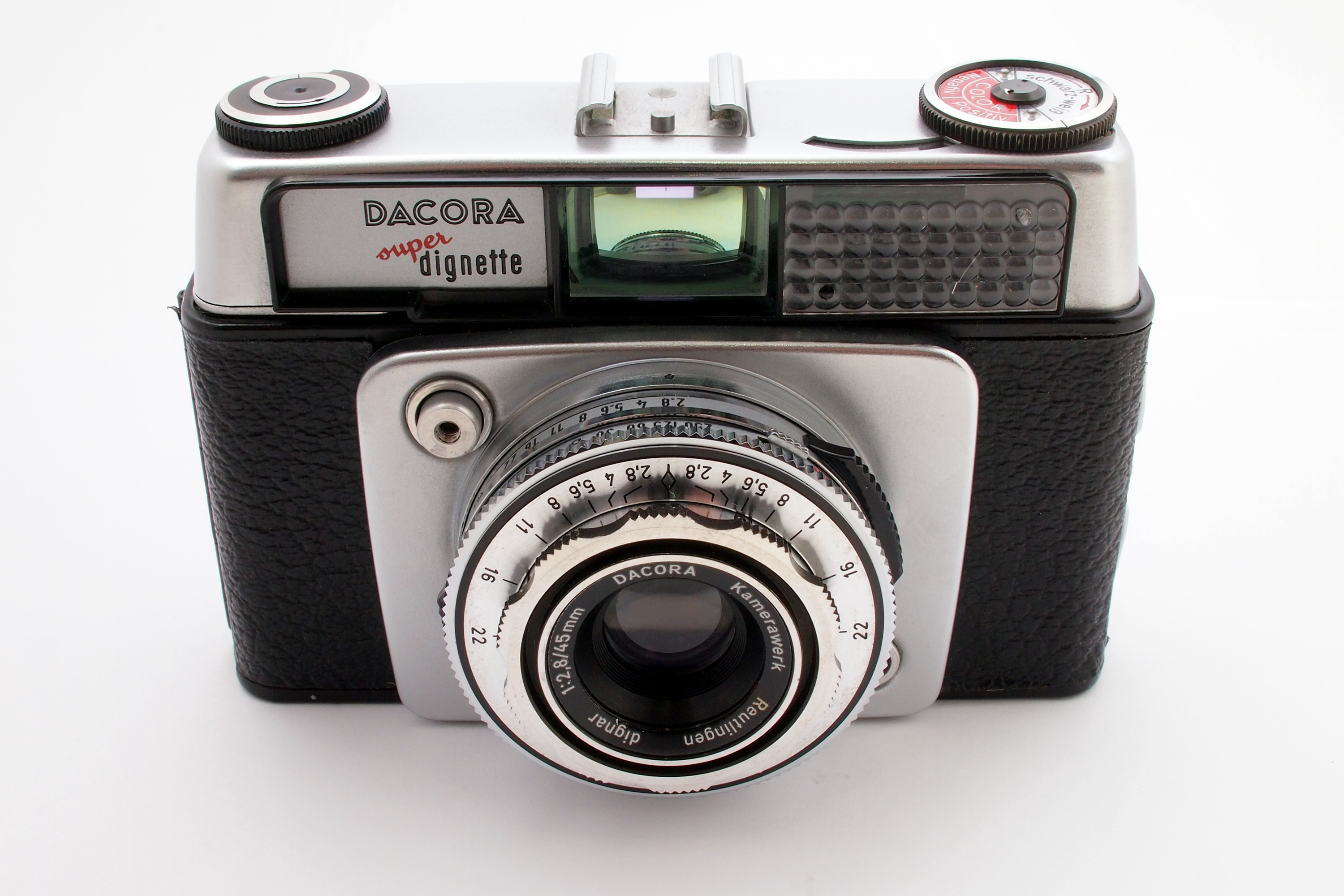
Dacora Super Dignette

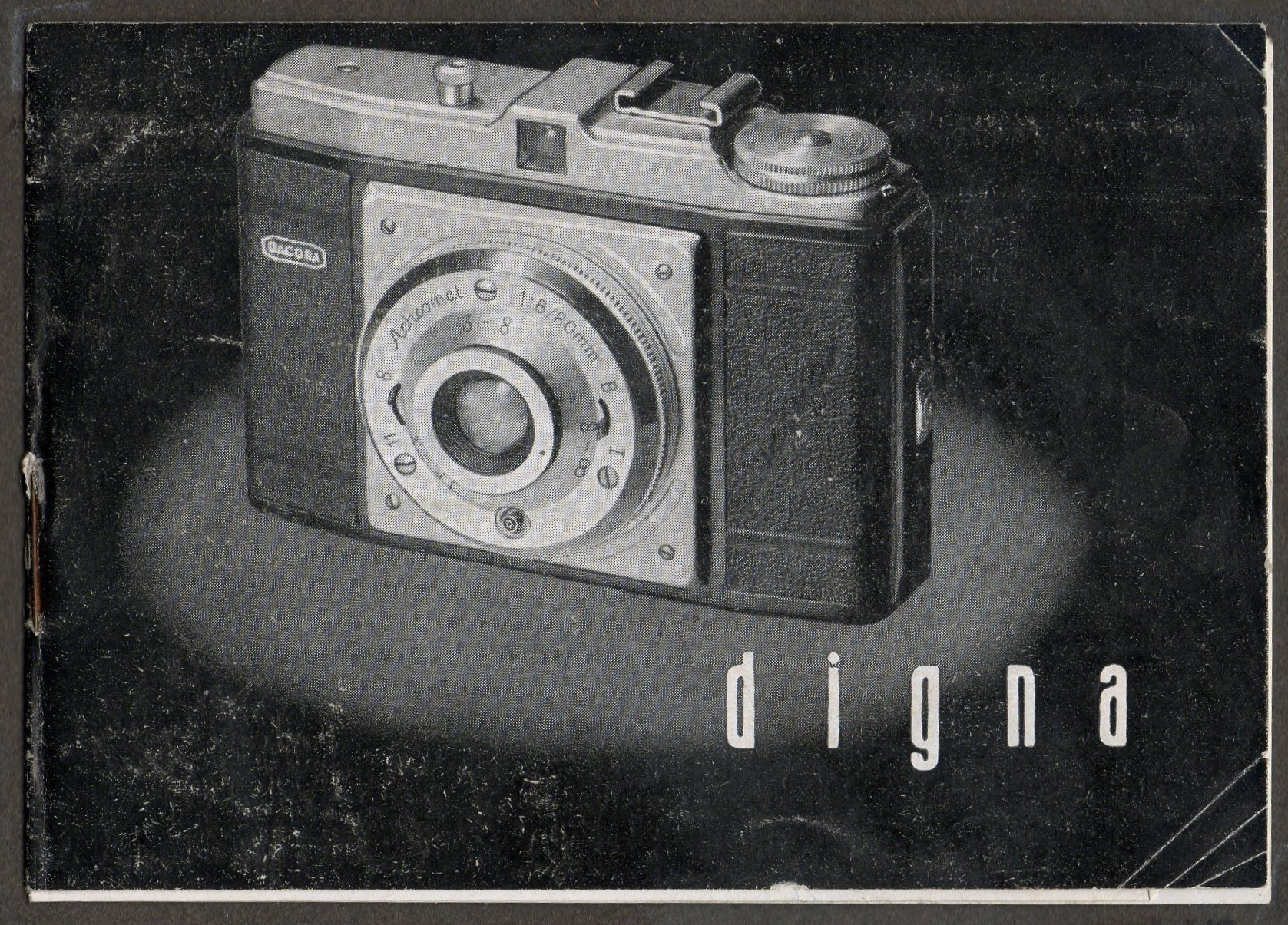
Abbildung einer Dacora Digna auf ihrer Gebrauchsanweisung (1955)

Dacora war der Markenname eines Fotoapparate-Herstellers mit Sitz in Reutlingen und München.

## Geschichte
Die Firma wurde wohl am 1. Januar 1946 von Bernhard Dangelmaier in Reutlingen gegründet. Bis 1954 hieß sie Dangelmeier & Co., danach DACO - Dangelmeier & Co und ab 1960 Dacora-Kamerawerk Dangelmaier & Co.
Im Jahre 1969 wurde das Unternehmen von der US-amerikanischen Firma Leach Relais und Elektronik übernommen und hieß von da an Dacora - Kamerawerk GmbH. 1972 wurde der Firmensitz nach München verlegt. Noch im selben Jahr wurde die Produktion allerdings eingestellt.

## Kameramodelle
Das Werk stellte u. a. folgende Kameras her:
- Daco (Kunststoffbox)
- Daci (Box) (Metallbox in Schwarz, Grün, Rot und Grau)
- Dacora I und II (Balgenkameras für Rollfilm)
- Digna (auch als Ilford Sporti)
- Dacora 66 (auch als Ilford Sporty 6)
- Dignette (diverse Modelle)(auch als Ilford Sportsman)
- Super Dignette (diverse Modelle mit Entfernungsmesser)
- matic
- matic 4D (mit 4 Auslösern, je nach Entfernung)[1]
- Dacors CC (auch als Ilford SM)
- Dacora D101 und D101F (Kamera für den Rapid-Film)
- Dacora D202 (Kamera für den Rapid-Film)
- Dacora D303 (Kamera für den Rapid-Film)
- Dacora D404 (Kamera für den Rapid-Film)
- Instacora (diverse Modelle, die es auch als Ilford gab)